# Moçambola 2025
La Moçambola 2025 è la 50ª edizione della massima serie del campionato Mozambicano di calcio. Il campionato è iniziato il 17 maggio 2025 e si concluderà il 9 novembre successivo. 
La squadra campione in carica è il Black Bulls, che ha vinto il suo secondo titolo nazionale nell'edizione 2024.

## Stagione

### Novità
Dalla stagione precedente sarebbe dovuto retrocedere il Textáfrica, ultimo classificato. Tuttavia il Tchumene ha annunciato il ritiro dalla competizione, per cui il Textáfrica è stato ripescato. In virtù della riforma del campionato che ha allargato la competizione da 12 a 14 squadre, dalla Divisao de Honra sono state promosse Chingale de Tete, Desporitvo Matola e Ferroviário Nacala, prime tre classificate del campionato.

### Formula
Le 14 squadre partecipanti giocano un girone di andata e ritorno, per un totale di 26 giornate. Al termine di esse, la prima classificata è campione del Mozambico e si ottiene la qualificazione per la CAF Champions League 2026-2027, mentre le ultime tre classificate sono retrocesse in Divisao de Honra.

## Squadre partecipanti
| Club                 | Città     | Stagione Precedente   |
| -------------------- | --------- | --------------------- |
| Baía de Pemba        | Pemba     | 9° in Moçambola       |
| Black Bulls          | Maputo    | Campione di Mozambico |
| Chingale de Tete     | Tete      | Divisao de Honra      |
| Costa do Sol         | Maputo    | 3° in Moçambola       |
| Desportivo Matola    | Matola    | Divisao de Honra      |
| Desportivo Nacala    | Nacala    | 8° in Moçambola       |
| Ferroviário Beira    | Beira     | 6° in Moçambola       |
| Ferroviário Lichinga | Lichinga  | 10° in Moçambola      |
| Ferroviário Maputo   | Maputo    | 4° in Moçambola       |
| Ferroviário Nacala   | Nacala    | Divisao de Honra      |
| Ferroviário Nampula  | Nampula   | 5° in Moçambola       |
| Songo                | Songo     | 2° in Moçambola       |
| Textáfrica           | Chimoio   | 12° in Moçambola      |
| Vilankulo            | Vilankulo | 7° in Moçambola       |

## Classifica
|                      | Pos. | Squadra              | Pt | G | V | N | P | GF | GS | DR |
| -------------------- | ---- | -------------------- | -- | - | - | - | - | -- | -- | -- |
| Mozambico (bandiera) | 1.   | Baía de Pemba        | 0  | 0 | 0 | 0 | 0 | 0  | 0  | 0  |
|                      | 2.   | Black Bulls          | 0  | 0 | 0 | 0 | 0 | 0  | 0  | 0  |
|                      | 3.   | Chingale de Tete     | 0  | 0 | 0 | 0 | 0 | 0  | 0  | 0  |
|                      | 4.   | Costa do Sol         | 0  | 0 | 0 | 0 | 0 | 0  | 0  | 0  |
|                      | 5.   | Desportivo Matola    | 0  | 0 | 0 | 0 | 0 | 0  | 0  | 0  |
|                      | 6.   | Desportivo Nacala    | 0  | 0 | 0 | 0 | 0 | 0  | 0  | 0  |
|                      | 7.   | Ferroviário Beira    | 0  | 0 | 0 | 0 | 0 | 0  | 0  | 0  |
|                      | 8.   | Ferroviário Lichinga | 0  | 0 | 0 | 0 | 0 | 0  | 0  | 0  |
|                      | 9.   | Ferroviário Maputo   | 0  | 0 | 0 | 0 | 0 | 0  | 0  | 0  |
|                      | 10.  | Ferroviário Nacala   | 0  | 0 | 0 | 0 | 0 | 0  | 0  | 0  |
|                      | 11.  | Ferroviário Nampula  | 0  | 0 | 0 | 0 | 0 | 0  | 0  | 0  |
|                      | 12.  | Songo                | 0  | 0 | 0 | 0 | 0 | 0  | 0  | 0  |
|                      | 13.  | Textáfrica           | 0  | 0 | 0 | 0 | 0 | 0  | 0  | 0  |
|                      | 14.  | Vilankulo            | 0  | 0 | 0 | 0 | 0 | 0  | 0  | 0  |

Legenda:
      Campione del Mozambico e ammessa alla CAF Champions League 2026-2027.
 Retrocessione diretta.